# Шеннон-Сіті (Айова)
Шеннон-Сіті (англ. Shannon City) — місто (англ. city) в США, в округах Юніон і Рінгголд штату Айова. Населення — 73 особи (2020).

## Географія
Шеннон-Сіті розташований за координатами 40°53′56″ пн. ш. 94°15′49″ зх. д. / 40.89889° пн. ш. 94.26361° зх. д. (40.898751, -94.263651).  За даними Бюро перепису населення США в 2010 році місто мало площу 1,07 км², з яких 1,07 км² — суходіл та 0,01 км² — водойми.

## Демографія
Згідно з переписом 2010 року, у місті мешкала 71 особа в 35 домогосподарствах у складі 19 родин. Густота населення становила 66 осіб/км².  Було 41 помешкання (38/км²).
Расовий склад населення:
| - 98,6 % — білих |

До двох чи більше рас належало 1,4 %. Частка іспаномовних становила 1,4 % від усіх жителів.
За віковим діапазоном населення розподілялося таким чином: 22,5 % — особи молодші 18 років, 59,2 % — особи у віці 18—64 років, 18,3 % — особи у віці 65 років та старші. Медіана віку мешканця становила 44,3 року. На 100 осіб жіночої статі у місті припадало 144,8 чоловіків;  на 100 жінок у віці від 18 років та старших — 161,9 чоловіків також старших 18 років.
Середній дохід на одне домашнє господарство  становив 38 706 доларів США (медіана — 32 292), а середній дохід на одну сім'ю — 44 623 долари (медіана — 37 500). Медіана доходів становила 36 875 доларів для чоловіків та 28 438 доларів для жінок. За межею бідності перебувало 5,5 % осіб, у тому числі 0,0 % дітей у віці до 18 років та 44,4 % осіб у віці 65 років та старших.
Цивільне працевлаштоване населення становило 37 осіб. Основні галузі зайнятості: виробництво — 45,9 %, будівництво — 18,9 %, оптова торгівля — 10,8 %, транспорт — 5,4 %.